# 小什帕基夫

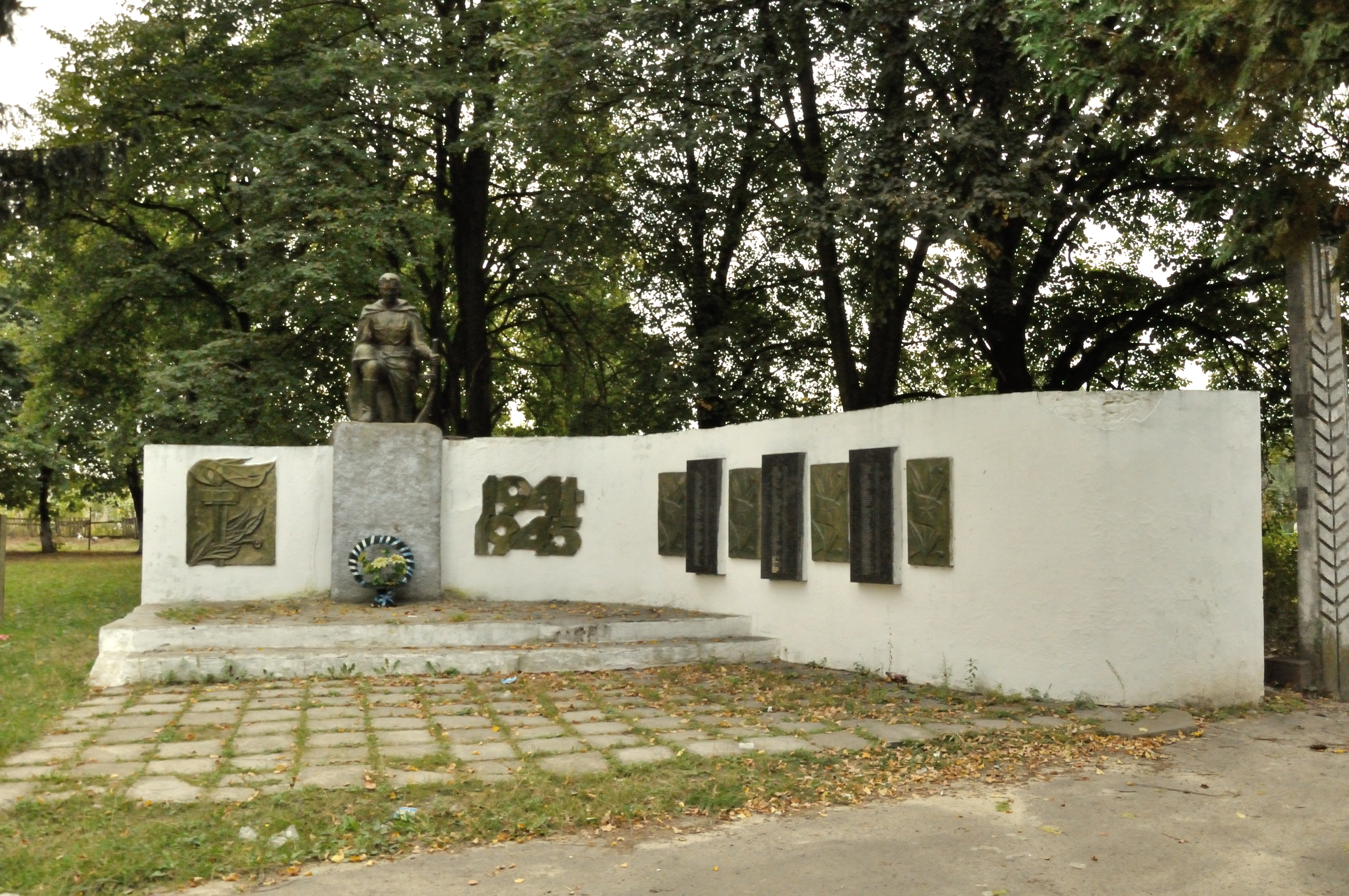
本地英雄墓

50°35′36″N 25°58′40″E / 50.59333°N 25.97778°E
小什帕基夫（烏克蘭語：Малий Шпаків），是烏克蘭西北部里夫内州里夫内区佳季科維奇市鎮的村落。始建於1884年，面積0.91平方公里，海拔高度204米，2001年人口659，人口密度每平方公里724.2人。